# Chlorotalpa sclateri
Chlorotalpa sclateri is een zoogdier uit de familie van de goudmollen (Chrysochloridae). De wetenschappelijke naam van de soort werd voor het eerst geldig gepubliceerd door Robert Broom in 1907.

## Voorkomen
De soort komt voor in Lesotho en Zuid-Afrika.

## Ondersoorten
Deze goudmol heeft de volgende ondersoorten:
- Chlorotalpa sclateri sclateri (Broom, 1907) – komt voor in noordoostelijk West-Kaap en noorwestelijk Oost-Kaap: tussen Beaufort-West en Graaff-Reinet.
- Chlorotalpa sclateri guillarmodi Roberts, 1936 – komt voor in centraal Oost-Kaap, het uiterste oosten van Vrijstaat, zuidwestelijk KwaZoeloe-Natal en Lesotho.
- Chlorotalpa sclateri montana Roberts, 1924 – alleen bekend van de typelocatie: Wakkerstroom in de Zuid-Afrikaanse provincie Mpumalanga.
- Chlorotalpa sclateri shortridgei Broom, 1950 – alleen bekend van de typelocatie: Sutherland in de Zuid-Afrikaanse provincie Noord-Kaap.